# Adorazione del Bambino (Lorenzo Costa)
L'Adorazione del Bambino, Sacra Famiglia o Natività  è un dipinto del pittore Lorenzo Costa realizzato circa nel 1490 e conservato nel Musée des Beaux-Arts di Lione in Francia.

## Descrizione e stile
Si tratta di una tempera su legno in stile rinascimentale; questa tavola rettangolare raffigura una scena ambientata in un fienile scuro; San Giuseppe è a sinistra con le mani incrociate sul petto e con un bastone; Maria a destra con le mani giunte in preghiera. Entrambi i personaggi si trovano in piedi e sono sovrastati da un'aureola sottile, nell'atteggiamento di guardare e adorare il Gesù bambino nudo, dormiente, adagiato sul fianco e steso su un panno bianco sotto il quale si scorgono dei rami, simboli della sua futura passione. Giuseppe e Maria sono abbigliati in alcuni dei colori che la tradizione pittorica del tempo abitualmente assegna loro; il drappeggio delle vesti è reso con maestria. Il volto di Giuseppe mostra i segni dell'età, che si contrappongono alla carnagione delicata e giovanile di Maria.
Una finestra centrale del fienile tra Maria e Giuseppe permette di vedere un paesaggio molto dettagliato, in una sequenza di piani. In primo piano si scorgono degli alberi che fiancheggiano un sentiero percorso da un  cavaliere a cavallo ed una processione di personaggi. In un secondo piano, sulla sinistra, si scorge una costruzione importante dotata di un grande arco. Nei piani successivi si vede un litorale sul quale si trovano alcune costruzioni, un golfo ed una costiera rocciosa costituita da alti dirupi sulla destra dello scorcio. .